# Зеленоборский сельсовет (Амурская область)
Зеленобо́рский сельсове́т — сельское поселение в Михайловском районе Амурской области.
Административный центр — село Зелёный Бор.

## История
Дубовской сельсовет образован в 1929 году.
11 июля 2005 года в соответствии с Законом Амурской области № 30-ОЗ муниципальное образование наделено статусом сельского поселения.

## Население
| 2002 | 2010 | 2011 | 2012 | 2013 | 2014 | 2015 |
| ---- | ---- | ---- | ---- | ---- | ---- | ---- |
| 1117 | ↘925 | →925 | ↘920 | ↘891 | ↘849 | ↘825 |
| 2016 | 2017 | 2018 | 2021 |      |      |      |
| ↘811 | ↘794 | ↘778 | ↗779 |      |      |      |

## Состав сельского поселения
| № | Населённый пункт | Тип населённого пункта       | Население |
| - | ---------------- | ---------------------------- | --------- |
| 1 | Зелёный Бор      | село, административный центр | ↘523      |
| 2 | Красный Яр       | село                         | ↘131      |
| 3 | Черемисино       | село                         | ↗124      |